# Čung-wej
Čung-wej (čínsky pchin-jinem Zhōngwèi, znaky 中卫) je městská prefektura v Čínské lidové republice, kde je součástí autonomní oblasti Ning-sia. Leží v západní části provincie u hranic s Vnitřním Mongolskem a provincií Kan-su. V rámci Ning-sie hraničí východním okrajem na severu s Wu-čungem a na jihu s Ku-jüanem. Má rozlohu 16 645 čtverečních kilometrů a žije zde zhruba milion obyvatel.

## Administrativní členění
Městská prefektura Čung-wej se člení na tři celky okresní úrovně, a sice jeden městský obvod a dva okresy.
| městský obvod · Ša-pcho-tchou okres · Čung-ning okres · Chaj-jüan |          |                       |                    |                                  |
| Název                                                             | Název    | Počet obyvatel (2020) | Rozloha km² (2020) | Hustota zalidnění (obyv. na km²) |
| český přepis                                                      | znaky    | Počet obyvatel (2020) | Rozloha km² (2020) | Hustota zalidnění (obyv. na km²) |
| Městský obvod                                                     |          |                       |                    |                                  |
| Ša-pcho-tchou                                                     | 沙坡头区 | 399 796               | 5 376              | 74                               |
| Okresy                                                            |          |                       |                    |                                  |
| Čung-ning                                                         | 中宁县   | 334 022               | 3 274              | 102                              |
| Chaj-jüan                                                         | 海原县   | 333 518               | 4 995              | 67                               |
|                                                                   |          |                       |                    |                                  |
| Celkem                                                            | Celkem   | 1 067 336             | 13 645             | 78                               |